# Urosigalphus breviovipositorus
Urosigalphus breviovipositorus är en stekelart som beskrevs av Gibson 1972. Urosigalphus breviovipositorus ingår i släktet Urosigalphus och familjen bracksteklar. Inga underarter finns listade i Catalogue of Life.